# Rauma Marine Constructions
Rauma Marine Constructions (RMC) er et finsk skibsværft beliggende i Rauma. Virksomhedens primære produkter er færger, isbrydere og flådefartøjer.
Rauma Marine Constructions blev etableret af private investorer med baggrund i den finske skibsbygningsindustri kort efter at STX Finland lukkede Rauma skibsværft i 2014.

## Ordrer
I juni 2016 underskrev Rauma Marine Constructions og det danske rederi Molslinjen en kontrakt på 68 millioner euro om opførelse af en 158 meter lang roll-on/roll-off-færge. Dette var den første nybyggerikontrakt til Rauma efter at STX Finland annoncerede lukningen af skibsværftet i 2013. Kølen på den nye fartøj blev lagt den 4. august 2017, og søsat som M/F Hammershus 5. januar 2018. Den danske færge blev leveret 22. august 2018.